# Артуро Чайрес Різо
Артуро Чайрес Різо (ісп. Arturo Chaires Rizo, нар. 14 березня 1937, Гвадалахара, Мексика — пом. 18 червня 2020) — мексиканський футболіст, який грав на позиції захисника.

## Клубна кар'єра
Футбольну кар'єру розпочав 1960 року в «Гвадалахарі», в якому виступав протягом усієї кар'єри. Протягом кар'єри отримав декілька травм. Серед них виділяються перелом лівої ключиці, три переломи ребера з лівого боку та перелом плеснової кістки. Він також вивихнув ліве плече (помітно, що всі згадані травми сталися на одній стороні тіла) і протягом двох років змушений був грати з травмованою щиколоткою. Разом з командою 5 разів вигравав мексиканський чемпіонат (1961, 1962, 1964, 1965, 1970), а також двічі ставав володарем національного кубку (1963, 1970). Після того, як «Гвадалахара» включила його до списку трансферів у 1971 році, він вирішив завершити кар'єру. Завдяки цьому рішенню став кумиром вболівальників клубу.

## Кар'єра в збірній
У футболці національної збірної Мексики дебютував 29 жовтня 1961 року в поєдинку проти Парагваю. У 1962 році увійшов до числа гравців, які поїхали на чемпіонат світу. На турнірі не зіграв жодного поєдинку, а мексиканці вибули за підсумками групового етапу. У 1966 році знову викликаний для участі на чемпіонаті світу. На турнірі зіграв у всих трьох матчах мексиканців, проти Франції (1:1), Англії (0:2) та Уругваю (0:0). Проте як і чотири роки тому, мексиканці вибули з турніру за підсумками групового етапу. Загалом у збірній Мексики зіграв 22 матчі.

## Досягнення
«Гвадалахара»
- Прімера Дивізіон Мексики
  -  Чемпіон (5): 1961, 1962, 1964, 1965, 1970
- Кубок Мексики
  -  Володар (2): 1963, 1970
- Чемпіон чемпіонів Мексики
  -  Володар (4): 1961, 1964, 1965, 1970
- Кубок чемпіонів КОНКАКАФ
  -  Чемпіон (1): 1962
  -  Срібний призер (1): 1963